# Die Apokalyptischen Reiter (Band)
Die Apokalyptischen Reiter sind eine deutsche Band, die 1995 bei Weimar in Thüringen gegründet wurde. Die Gruppe hat sowohl in der deutschen Metal-Szene als auch in anderen mitteleuropäischen Ländern eine große Bekanntheit erreicht.

## Bandgeschichte

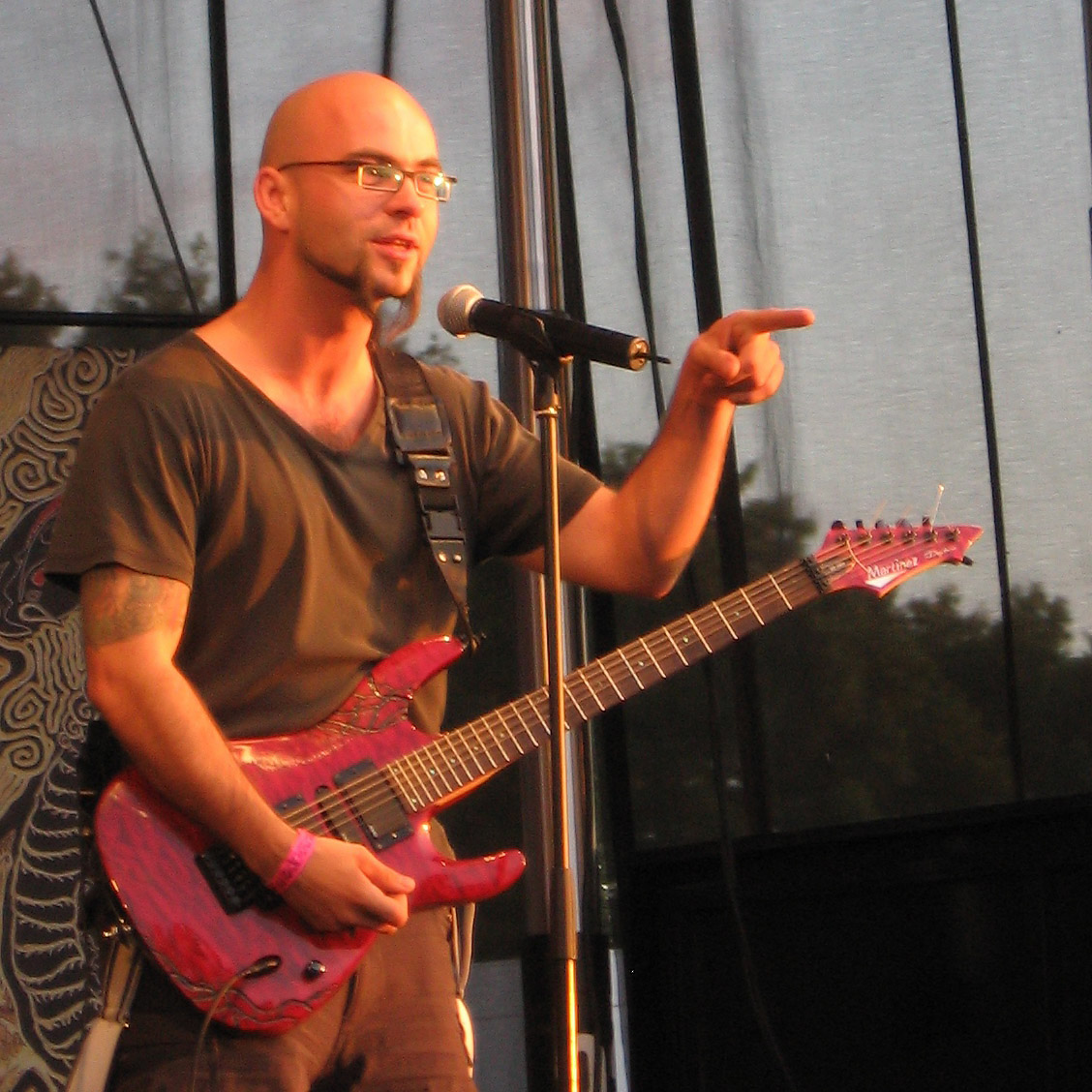
Sänger Fuchs beim Soundcheck auf dem Wacken Open Air 2006

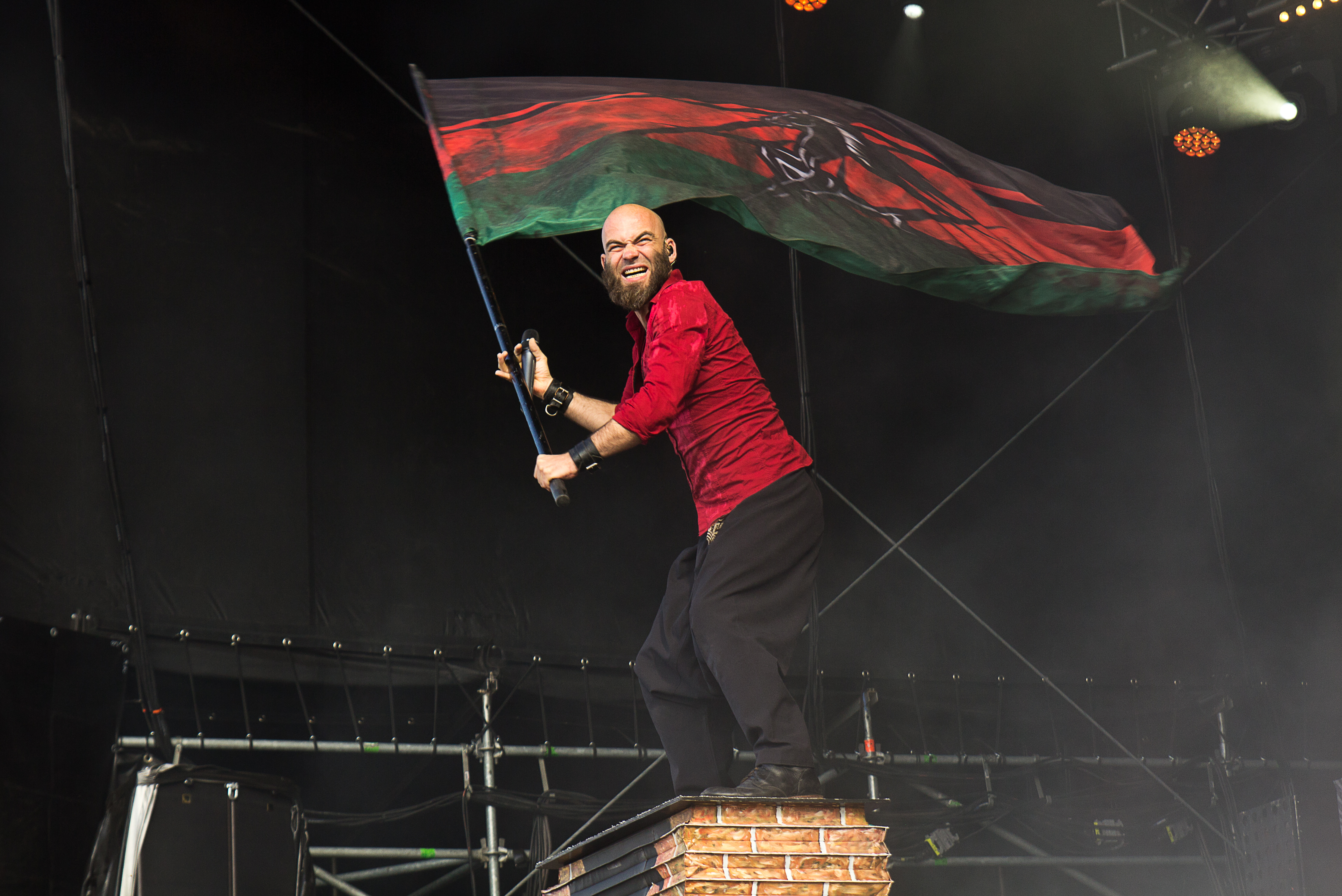
Daniel „Fuchs“ Täumel auf dem Rockharz 2015 in Ballenstedt.

Im Sommer 1995 gründete Daniel „Eumel“ Täumel mit seinem Musikerkollegen Skeletton "Die Apokalyptischen Reiter". Ein paar Wochen später stießen Mark „Dr. Pest“ Szakul und Volkmar „Volk-Man“ Weber, der unter dem Namen Sindri für das Fanzine Cothurnus schrieb, zur Gruppe hinzu. 1996 veröffentlichten die vier Mitglieder das Demotape Firestorm und absolvierten die ersten Konzerte in Deutschland, Tschechien, der Slowakei, Ungarn und Rumänien. Mehrere Labels bekundeten ihr Interesse und 1997 unterschrieb die Band einen Vertrag bei Ars Metalli Records. Im Dezember 1997 erschien das Debütalbum Soft & Stronger, acht Monate später die auf 1000 Stück limitierte Vier-Song-Vinyl-Schallplatte Dschinghis Khan, die innerhalb weniger Tage ausverkauft war.
1999 veröffentlichten Die Apokalyptischen Reiter das zweite Album Allegro Barbaro bei Ars Metalli Records, kündigten den Plattenvertrag jedoch kurz darauf wegen Unstimmigkeiten. Durch die mittlerweile große Bekanntheit in Deutschland und Osteuropa erhielten sie rasch einen neuen Vertrag beim niederländischen Label Hammerheart Records. Zur gleichen Zeit verließ Gründungsmitglied Skeletton die Band. Volkmar „Volk-Man“ Weber übernahm daraufhin den gutturalen Gesang Skelettons, während für das Schlagzeug Georg „Sir G.“ Lenhardt als neues Mitglied gewonnen wurde.
Im April desselben Jahres erwarben sie für ihre Onlinepräsenz die Domain reitermania.de (Reiter = kurz für den Namen der Band, μανία manía = die Raserei). Der Name fand Anklang unter den Fans, die Bezeichnung „Reitermaniacs“ für die Anhänger der Band wurde geprägt.
Im Jahr 2000 änderte Sänger „Eumel“ seinen Spitznamen in „Fuchs“, und Die Apokalyptischen Reiter erhielten für ihr drittes Album ein größeres Budget. Mit dem Produzenten Andy Classen nahmen sie im Stage One Studio in Bühne schließlich All You Need Is Love auf. Das Album wurde ein kommerzieller Erfolg und in zahlreichen Zeitschriften zur Scheibe des Monats gekürt. Zahlreiche Auftritte bei Festivals – unter anderem beim Wacken Open Air – und eine mehrwöchige Europatour mit der US-amerikanischen Band Macabre folgten.
Das Jahr 2001 verbrachte die Gruppe großteils auf Tour, woraufhin das Jahr 2002 einige Rückschläge brachte. Sowohl Sir G. als auch Fuchs litten unter gesundheitlichen Problemen. Fuchs konnte schließlich live nicht mehr Gitarre spielen. Daher wurde das fünfte Mitglied der Gruppe, Pitrone, als Gitarrist verpflichtet. Ein weiteres episodisches Mitglied in jener Zeit war der Gitarrist Dirk „Herr Schmidt“ Schmidt, welcher die Band im Jahre 2002 wieder verließ. Ebenfalls im Jahr 2002 wechselten Die Apokalyptischen Reiter zu Nuclear Blast Records.
Im März 2003 erschien, wieder von Andy Classen produziert, das nächste Album Have a Nice Trip, das einen Platz in den deutschen LP-Charts erreichen konnte. Eine weitere Europatour mit Testament und Death Angel, Festivalauftritte bei Wacken Open Air, Summer Breeze und With Full Force und eine Weihnachtstour mit Subway to Sally folgten.
Im Februar/März 2004 gingen Die Apokalyptischen Reiter erstmals als Headliner auf Tour. Danach begann die Arbeit am nächsten Album. Samurai entstand mit Hilfe des Produzenten Tue Madsen im Antfarm Studio in Dänemark. Zur Präsentation des neuen Albums im Herbst veranstalteten Die Apokalyptischen Reiter zahlreiche Veröffentlichungsauftritte in ganz Deutschland.
2005 folgte die nächste Headlinertour mit der finnischen Band Turisas als Vorgruppe. Im Sommer 2005 traten Die Apokalyptischen Reiter erneut bei mehreren Festivals auf.
Nachdem im Mai 2006 Friede sei mit Dir als EP und DVD erschienen war, wurde am 25. August 2006 schließlich das Album Riders on the Storm veröffentlicht, welches auf Platz 31 in die deutschen Longplayercharts einsteigen konnte. Im September traten die Reiter gemeinsam mit Týr und Hämatom in Deutschland, Österreich und der Schweiz auf.
Eine Tour im Frühjahr 2007 mit fünf anderen Bands, unter anderem mit Finntroll, die unter dem Titel Earthshaker-Roadshock-Tour beworben wurde, scheiterte aufgrund von Problemen mit dem Veranstalter Metallysee. Nachdem acht Termine bereits absolviert waren, mussten sieben Konzerte abgesagt werden. Diese wurden im Herbst 2007 im Rahmen einer Tour nachgeholt.
Am 1. Februar 2008 erschien die Live-DVD Tobsucht, welche unter anderem die Auftritte der Band auf dem Wacken Open Air 2007 und dem Party.San Open Air 2007, einer „Special Old School Show“, bei der ausschließlich Werke bis inklusive All You Need is Love gespielt wurden, enthält. Die DVD-Premieren fanden in fünf ausgewählten Kinos in Deutschland statt, bei denen jeweils Mitglieder der Band zwecks Autogrammen usw. anwesend waren.
Am 18. März 2008 gab die Band die Trennung von ihrem Gitarristen Pitrone bekannt. Als Ersatz wurde Lady Cat-Man gefunden.
Das Album Licht erschien am 29. August 2008 bei Nuclear Blast. Bereits am 27. Juni 2008 erschien mit der EP Der Weg ein Vorgeschmack auf jenes. Im März 2009 wurde Lady Cat-Man durch Ady, welcher bisher als Gitarrentechniker die Band unterstützt hatte, ersetzt.
Im September 2009 spielte die Band die Paganfest-Tour zusammen mit Alestorm, Ex Deo, Korpiklaani, Swashbuckle und Unleashed.
Für das Frühjahr 2011 kündigte die Band das Erscheinen des neuen Albums Moral & Wahnsinn, welches am 25. Februar veröffentlicht wurde, und eine Headlinertour, mit Turisas und Akrea als Support, an.
Ende des Jahres erschien ihre erste Best-Of The Greatest Of The Best, und es wurde eine Weihnachtstour angekündigt, welche allerdings bald darauf abgesagt und durch eine Tour im Frühjahr 2012 ersetzt werden musste.
Im April 2012 starteten sie ihre The-Greatest-of-the-Best-Tour durch Europa zusammen mit den Emil Bulls, Kontrust und Malrun als Special Guests. Sie traten unter anderem im Mai auf dem SWR Barroselas Metalfest in Barroselas, Portugal, auf. Zu Weihnachten folgte im Dezember die Eisheilige-Nächte-Tour zusammen mit Russkaja, Fejd und dem Headliner und Ausrichter der Tour Subway to Sally.
2013 spielten die Reiter im Januar auf dem 70.000 Tons of Metal Kreuzfahrtschiff und auf dem Wacken-Festival vom 01.–03. August.
Am 30. Mai 2014 wurde das Doppelalbum Tief.Tiefer veröffentlicht. Im Vorfeld wurde am 25. April 2014 das Video zu einem der Lieder des neuen Albums namens Freiheit Gleichheit Brüderlichkeit veröffentlicht.
Zum zwanzigsten Geburtstag der Band im Jahr 2015 wurde die Band-Biografie Wie der Weltuntergang Teil meines Lebens wurde veröffentlicht. Im gleichen Zug gab die Band bekannt, auf unbestimmte Zeit pausieren zu wollen. Mit ihrem eigenen drei-tägigen Festival DAS LETZTE ABENDMAHL in Jena an Weihnachten 2015 verabschiedeten sich Die Apokalyptischen Reiter bis auf weiteres von der Bühne.
Im März 2017 teilte die Band auf ihrer Website mit, mit den Aufnahmen zu einem neuen Album begonnen zu haben. Das zehnte Studioalbum der Gruppe Der Rote Reiter wurde am 25. August 2017 veröffentlicht. Das Album erschien in vier verschiedenen Version, eine normale CD, eine Clear Vinyl, eine Red Vinyl und ein limitiertes Digibook, mit CD und der Blu-Ray, das letzte Abendmahl – Die 20 Jahre Jubiläumsshow. Im Anschluss folgte ab Herbst 2017 die Ein-Reiter-steigt-vom-Himmel-Tour.
Für Sommer 2018 wurden Auftritte bei mehreren Festivals angekündigt, darunter erneute die Festivals Wacken, Summer Breeze und Rock Harz. Unter dem Namen SCHREI!NACHTEN 2018 fand im Dezember wieder eine Weihnachtstour statt.
Während der weltweiten Corona-Pandemie, in der viele öffentliche Kulturaktivitäten gezwungenermaßen brachlagen, schlossen sich die Apokalyptischen Reiter für zwei Tage mit einer kleinen Recording-Crew im Tonstudio ein und nahmen eine experimentelle Scheibe namens The Divine Horsemen auf. Diese Aufnahme sticht dadurch hervor, dass die Band keine Songs vorbereitet hatte, sondern im Studio improvisierte und jammte. Insgesamt wurden 500 Minuten Musik aufgezeichnet, von denen knapp 80 dann veröffentlicht wurden. Die Stücke variieren von sehr hartem Metal aus der Frühzeit der Band, die schon teilweise an Black Metal erinnern, bis hin zu repititiven schamanischen Akustikwerken, bei denen auch Naturinstrumente wie Didgeridoos und Percussions zum Einsatz kamen. Laut Sänger Fuchs hatte die Band diesen Plan schon mehrere Jahre, und die Corona-Zeit war ideal geeignet, diesen in die Tat umzusetzen.
Im Juni 2023 gab die Band auf ihrer Homepage bekannt, dass Ady die Band sofort verlasse und Sir G. im September ebenfalls auf eigenen Wunsch ausscheide. Gleichzeitig wird Ersatz für die beiden Musiker sowie die Planung einer Tour für den kommenden Winter angekündigt. Als Nachfolger wurden im Juli 2023 an der Gitarre Titus „Titus Maximus“ Garz sowie im September 2023 am Schlagzeug Ronny „Rohgarr“ Garz (u. a. Varg) vorgestellt.

## Musikstil
Zu Beginn ihrer Karriere spielte die Band überwiegend Melodic Death Metal mit ausschließlich englischen, kurzen und zu großen Teilen improvisierten Texten. Der Gesang war überwiegend guttural, viele Songs enthielten Keyboard-Stimmen, die Cembalos und Flöten nachempfunden waren. Bereits auf Allegro Barbaro, dem zweiten Album, wurde zeitweise klarer Gesang eingesetzt, es gab einige ruhigere Abschnitte. Mit All You Need Is Love führte die Band erste deutsche Texte ein, die deutlich erzählender als auf den vorherigen Alben waren. Im Stück Reitermania tauchen neben deutschen Strophen auch eine in englischer Sprache und Refrains auf Russisch und Finnisch auf. Auf Have a Nice Trip schließlich überwiegen die klaren Gesangstimmen ebenso wie die deutschen Texte deutlich. Auch auf Samurai und Riders on the Storm waren hauptsächlich deutsche Texte vertont. Der gutturale Gesang wurde nur noch selten eingesetzt. Während die Keyboardstimmen auf den früheren Alben hauptsächlich kurze, prägnante und vom Folk inspirierte Themen spielten, wurden die Synthesizer auf den späteren Alben häufiger für flächige Streicherstimmen und kurze Effekte eingesetzt. Auch Klavierstimmen sind häufig.
Auffällig sind die Einflüsse lateinamerikanischer und spanischer Musik, die in Stücken wie Schenk Mir Heut Nacht und Baila Conmígo, letzteres sogar auf Spanisch, deutlich werden. Auch an arabische Musik angelehnte Motive tauchen in Stücken wie Sehnsucht, Fatima oder Gib dich hin auf.

## Soziales Engagement
Für die Meeresschutzorganisation Sea Shepherd nahmen Die Apokalyptischen Reiter die Single „Freiheit, Gleichheit, Brüderlichkeit“ auf. Weiters unterstützen sie andere soziale Projekte wie das Project Blue Sea oder Rettet die Naturvölker e. V.

## Galerie

Die Apokalyptischen Reiter, Line-Up beim Rockharz Open Air 2018
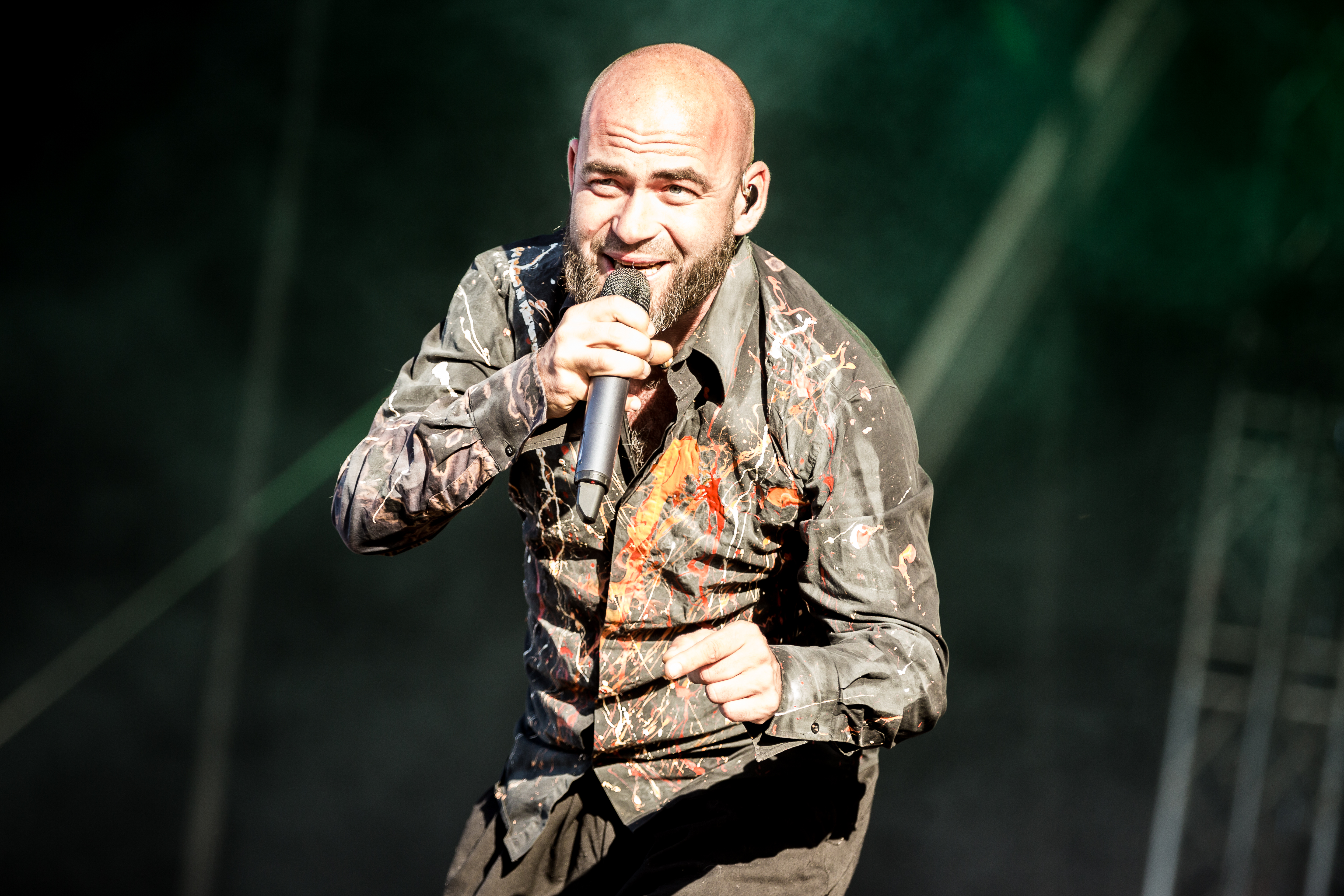
Sänger Daniel „Fuchs“ Täumel
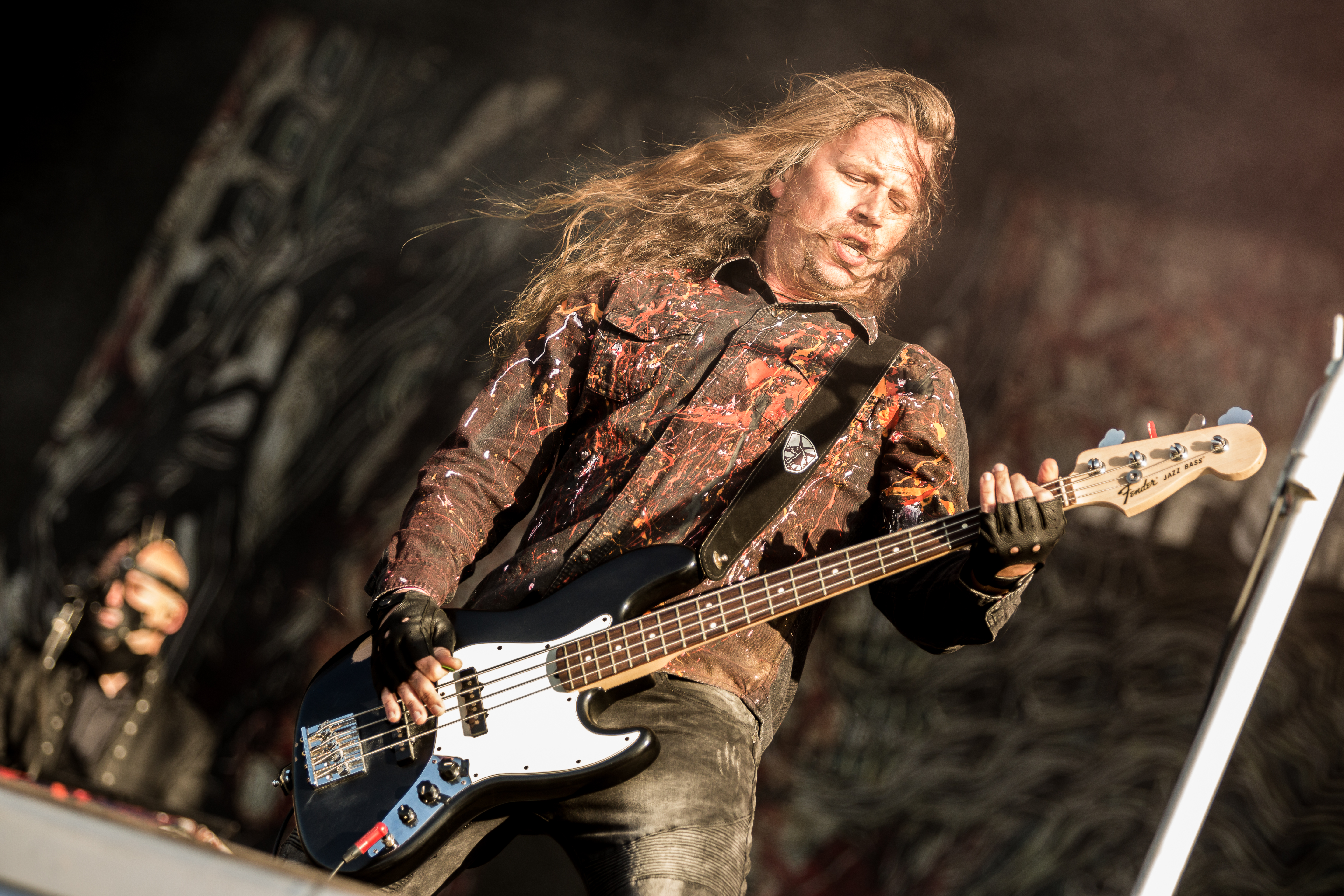
Bassist Volkmar „Volk-Man“ Weber
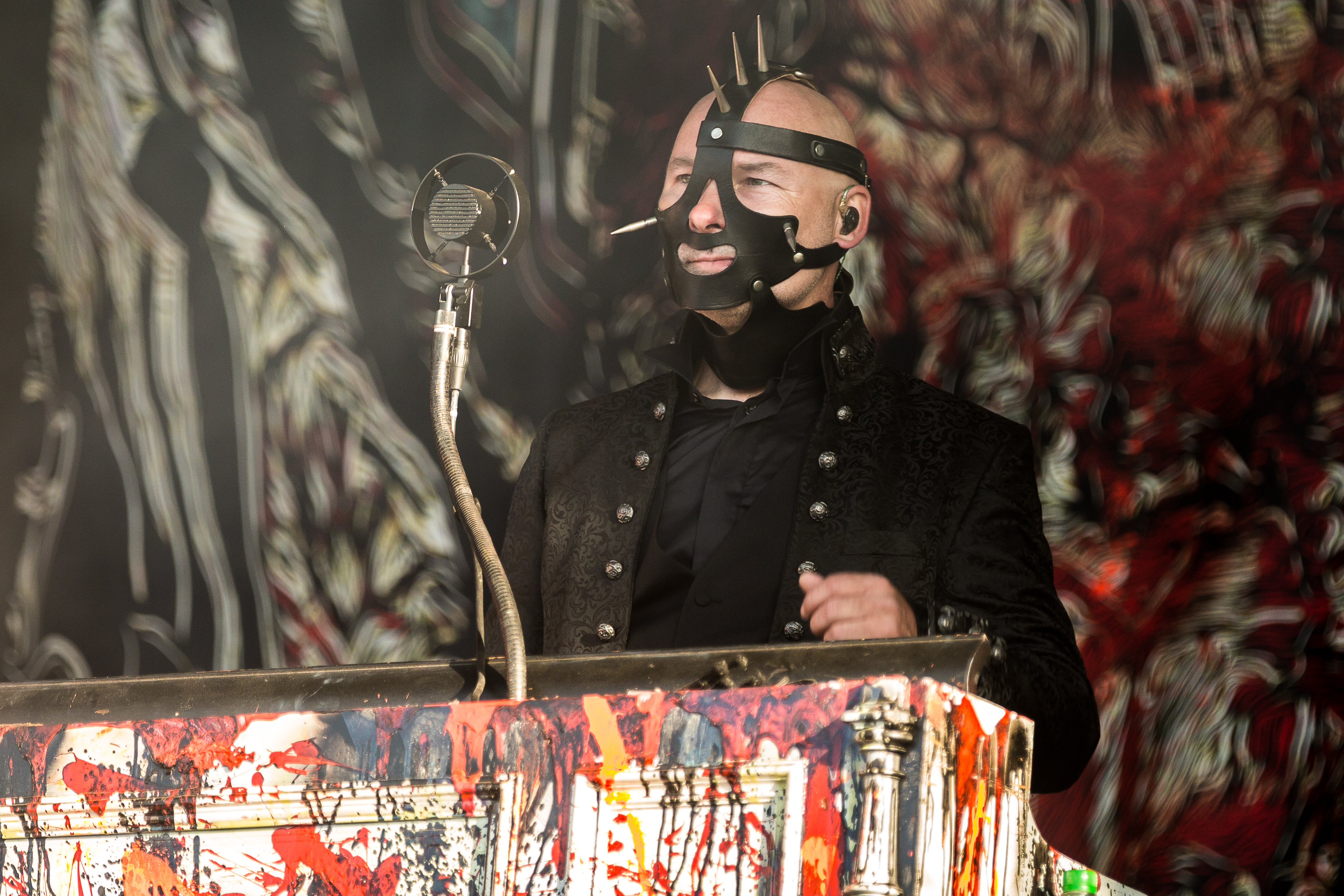
Keyboarder Mark „Dr. Pest“ Szakul
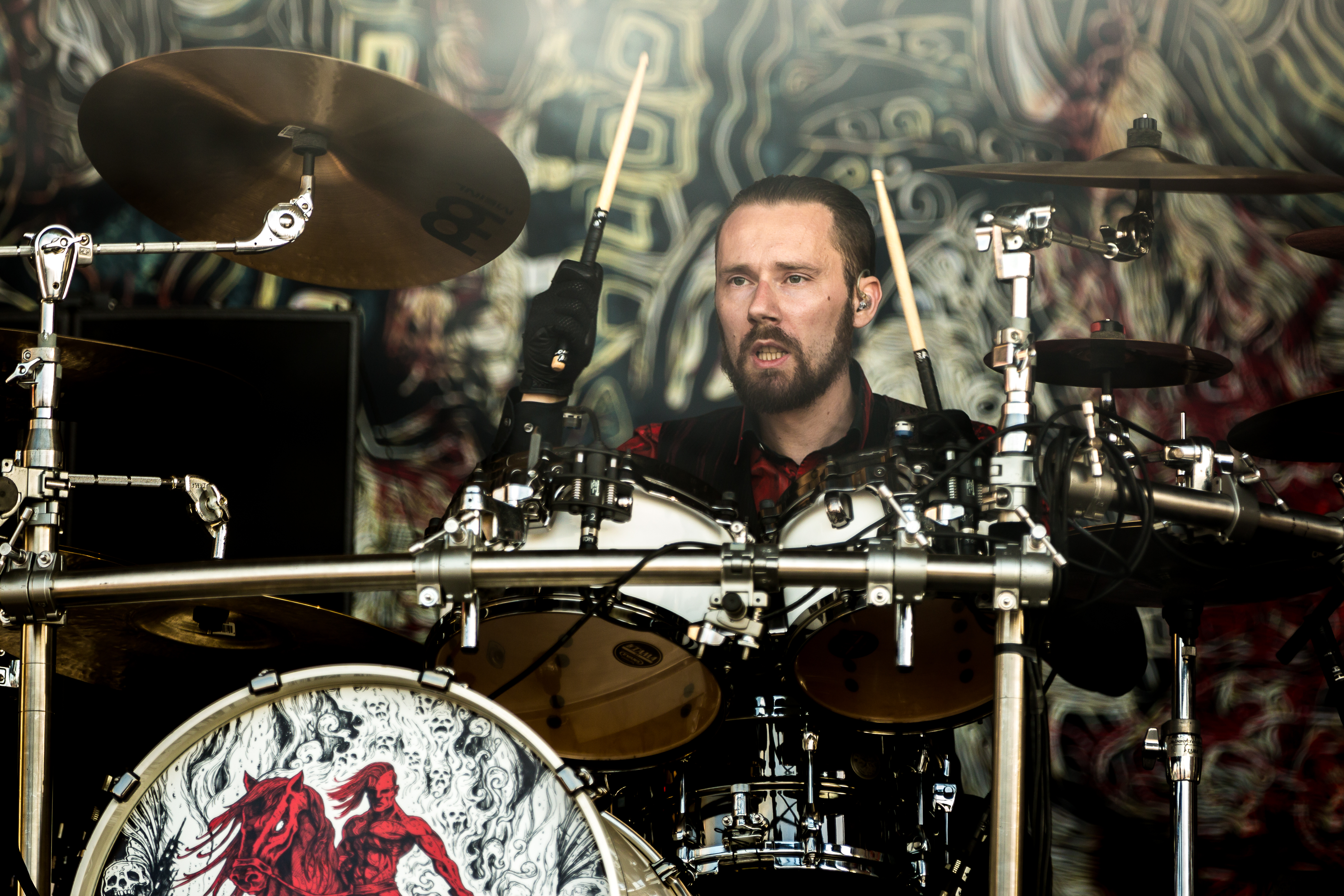
Schlagzeuger Georg „Sir G.“ Lenhardt
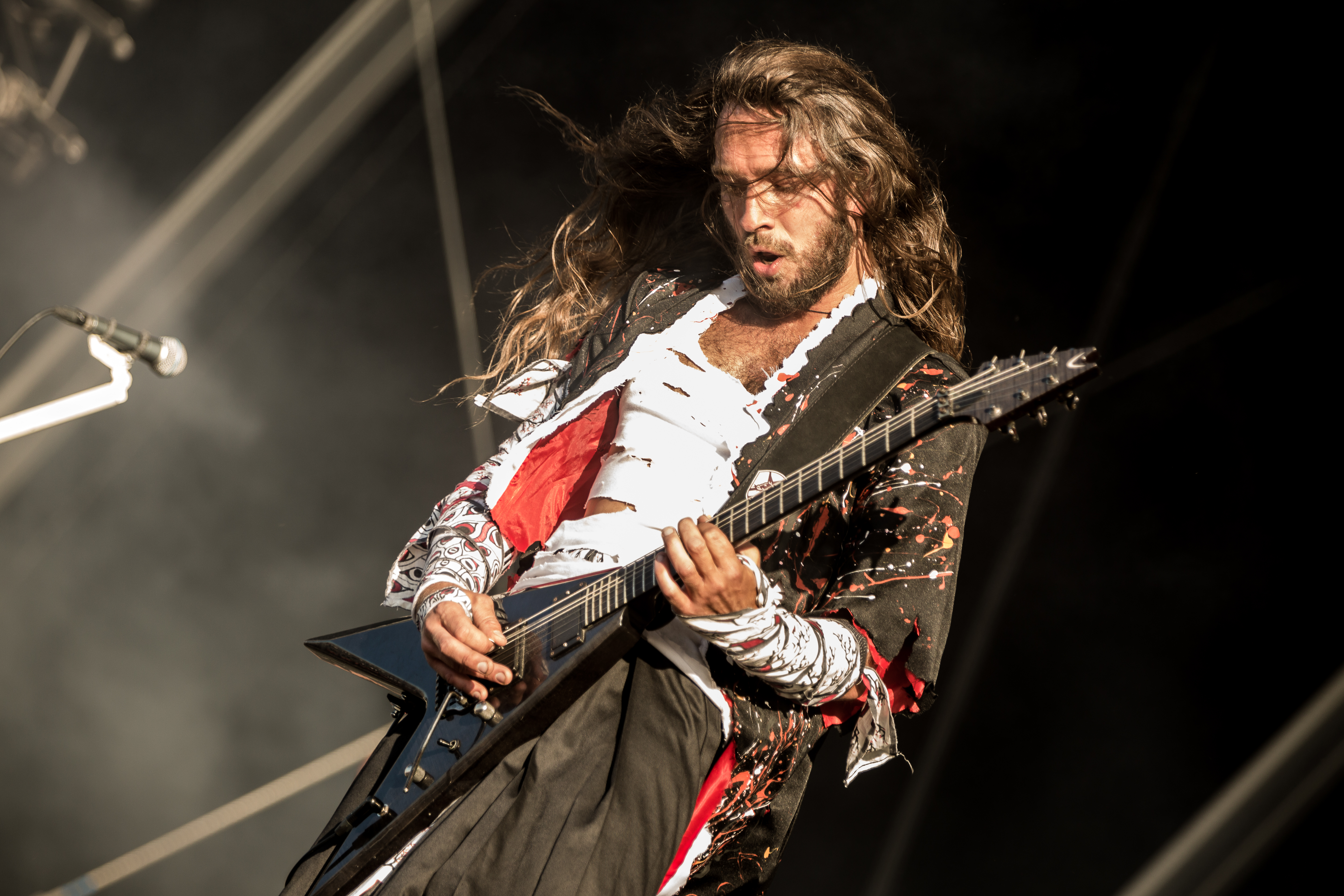
Gitarrist Adrian „Ady“ Vogel

## Diskografie

### Studioalben
| Jahr | Titel Musiklabel                         | Höchstplatzierung, Gesamtwochen, AuszeichnungChartplatzierungen (Jahr, Titel, Musiklabel, Platzierungen, Wochen, Auszeichnungen, Anmerkungen) | Höchstplatzierung, Gesamtwochen, AuszeichnungChartplatzierungen (Jahr, Titel, Musiklabel, Platzierungen, Wochen, Auszeichnungen, Anmerkungen) | Höchstplatzierung, Gesamtwochen, AuszeichnungChartplatzierungen (Jahr, Titel, Musiklabel, Platzierungen, Wochen, Auszeichnungen, Anmerkungen) | Anmerkungen                                                         |
| Jahr | Titel Musiklabel                         | DE | AT | CH | Anmerkungen                                                         |
| ---- | ---------------------------------------- | --- | --- | --- | ------------------------------------------------------------------- |
| 1997 | Soft & Stronger Ars Metalli              | — | — | — | Erstveröffentlichung: 1. Dezember 1997 Wiederveröffentlichung: 2003 |
| 1999 | Allegro Barbaro Ars Metalli              | — | — | — | Erstveröffentlichung: 29. März 1999 Wiederveröffentlichung: 2003    |
| 2000 | All You Need Is Love Hammerheart Records | — | — | — | Erstveröffentlichung: 31. Oktober 2000                              |
| 2003 | Have a Nice Trip Nuclear Blast           | DE95 (1 Wo.)DE | — | — | Erstveröffentlichung: 17. März 2003                                 |
| 2004 | Samurai Nuclear Blast                    | — | — | — | Erstveröffentlichung: 11. November 2004                             |
| 2006 | Riders on the Storm Nuclear Blast        | DE31 (3 Wo.)DE | AT74 (1 Wo.)AT | — | Erstveröffentlichung: 25. August 2006                               |
| 2008 | Licht Nuclear Blast                      | DE29 (4 Wo.)DE | AT49 (2 Wo.)AT | CH88 (1 Wo.)CH | Erstveröffentlichung: 29. August 2008                               |
| 2011 | Moral & Wahnsinn Nuclear Blast           | DE18 (4 Wo.)DE | AT41 (1 Wo.)AT | CH61 (1 Wo.)CH | Erstveröffentlichung: 25. Februar 2011                              |
| 2014 | Tief.Tiefer Nuclear Blast                | DE22 (2 Wo.)DE | — | CH72 (1 Wo.)CH | Erstveröffentlichung: 30. Mai 2014 Doppelalbum                      |
| 2017 | Der Rote Reiter Nuclear Blast            | DE10 (3 Wo.)DE | AT29 (1 Wo.)AT | — | Erstveröffentlichung: 25. August 2017                               |
| 2021 | The Divine Horsemen Nuclear Blast        | DE22 (1 Wo.)DE | — | CH97 (1 Wo.)CH | Erstveröffentlichung: 2. Juli 2021                                  |
| 2022 | Wilde Kinder Nuclear Blast               | DE9 (1 Wo.)DE | — | CH33 (1 Wo.)CH | Erstveröffentlichung: 22. April 2022                                |

### Livealben
- 2009: Adrenalin (Livealbum der Reiterfestspiele 2008 als Extra im Metal Hammer Ausgabe September 2009)

### Kompilationen
- 2011: The Greatest of the Best

### EPs
- 1998: Dschinghis Khan
- 2006: Friede sei mit Dir
- 2008: Der Weg
- 2024: Die Mutter des Teufels
- 2025: Der Freiheit Vaterland

### Demos
- 1996: Firestorm

### Videoalben
| Jahr | Titel                                           | Höchstplatzierung, Gesamtwochen, AuszeichnungChartsChartplatzierungen (Jahr, Titel, Platzierungen, Wochen, Auszeichnungen, Anmerkungen) | Anmerkungen                                                 |
| Jahr | Titel                                           | DE | Anmerkungen                                                 |
| ---- | ----------------------------------------------- | --- | ----------------------------------------------------------- |
| 2008 | Tobsucht (Reitermania Over Wacken & Party. San) | DE83 (1 Wo.)DE | Erstveröffentlichung: 1. Februar 2008 DVD und zwei Live-CDs |

Weitere Videoalben
- 2006: Friede sei mit dir

### Musikvideos
- 2004: Eruption
- 2004: Die Sonne scheint
- 2006: Friede sei mit dir
- 2008: Der Weg
- 2008: Es wird schlimmer
- 2008: Nach der Ebbe
- 2011: Dr. Pest
- 2011: Die Boten (Live)
- 2011: Wir reiten
- 2014: Freiheit Gleichheit Brüderlichkeit
- 2014: Was bleibt bin ich
- 2014: Die Zeit
- 2017: Wir sind zurück
- 2017: Der Rote Reiter
- 2017: Auf und nieder
- 2017: Die Freiheit ist eine Pflicht
- 2018: Herz in Flammen
- 2018: Der Rote Reiter (Volcano Remix)
- 2021: Tiki
- 2021: Nachtblume
- 2021: Ymir
- 2021: Aletheia
- 2021: Volle Kraft